# Euchlorostola ewardari
Euchlorostola ewardari là một loài bướm đêm thuộc phân họ Arctiinae, họ Erebidae.